# Branchinecta sandiegonensis
Branchinecta sandiegonensis é uma espécie de crustáceo da família Branchinectidae. 
Pode ser encontrada nos seguintes países: México e nos Estados Unidos da América. 